# Чередниченко, Николай Илларионович
Николай Илларионович Чередниченко (11 декабря 1918 — 19 августа 1980) — командир огневого взвода 35-й гвардейской армейской пушечной артиллерийской бригады (9-я гвардейская армия, 3-й Украинский фронт), гвардии старшина — на момент представления к награждению орденом Славы 1-й степени.

## Биография
Родился 11 декабря 1918 года в городе Таганрог Ростовской области. Когда ему было восемь лет, семья переехала на Украину, где родилась дочь Надежда, но потом вернулась в Таганрог-
В 1939 году был призван в Красную Армию. Служил в Белорусском военном округе в районе Бреста.
В боях Великой Отечественной войны с июня 1941 года. Зимой 1942 года участвовал в прокладке железнодорожной ветки Войбокало-Лаврово, выходящей к Ладожскому озеру. Новая линия стала частью Дороги жизни, по которой шли грузы в осажденный Ленинград. Воевал на Волховском фронте. Участвовал в боях по снятию блокады.
14 февраля 1944 года гвардии старший сержант Чередниченко Николай Илларионович награждён орденом Славы 3-й степени. 5 августа 1944 года награждён орденом Славы 2-й степени.
16 марта в сражениях северо-восточнее озера Балатон артиллерийский взвод Чередниченко подавил узел сопротивления противника, уничтожил 4 орудия. Точным огнём накрыл группу самоходных орудий, выходящих во фланг 297-го гвардейского стрелкового полка. После прорыва обороны в боях 18, 21 и 24 марта взвод поддерживал продвижение стрелковых подразделений, уничтожил тяжелый танк и много противников.
Указом Президиума Верховного Совета СССР от 29 июня 1945 года за образцовое выполнение заданий командования гвардии старшина Чередниченко Николай Илларионович награждён орденом Славы 1-й степени. Стал полным кавалером ордена Славы.
В 1948 году уволен в запас. Вернулся на родину. Жил в городе Таганрог. Скончался 19 августа 1980 года.

## Семья
- Отец — Илларион Иванович Чередниченко.
- Мать — Алиса Матвеевна Чередниченко.
- Сестра — известная актриса Надежда Илларионовна Чередниченко.
- Жена — Тамара Петровна Чередниченко.